# Wiesław Kończak
Wiesław Kończak (ur. 5 października 1951 we Wrocławiu) – polski zapaśnik, olimpijczyk z Moskwy 1980.
Zawodnik walczący w stylu wolnym. Zawodnik walczący w wadze papierowej i koguciej. Trzykrotny mistrz Polski w wadze papierowej w roku 1970 i w wadze koguciej w latach 1980, 1983.
Uczestnik mistrzostw Europy w Bursa (1977) i w Łódź (1981) w wadze koguciej zajmując w obu imprezach 6. miejsce.
Na igrzyskach olimpijskich w roku 1980 w Moskwie wystartował w wadze koguciej zajmując 6. miejsce.